# Монастырный, Пётр Ильич
Пётр Ильич Монастырный (14 апреля 1937, с. Крепь, Калачевский район, Сталинградская область, Россия — 13 декабря 2019) — математик. Доктор физико-математических наук (1989), профессор (1989).

## Краткая биография
П. И. Монастырный родился 14 апреля 1937 г. в семье рабочего в с. Крепь Калачевского района Сталинградской областиРоссии.
В 1956 г. поступил на физико-математический факультет Белорусского государственного университета, который с отличием окончил в 1961 г. и продолжил учёбу в аспирантуре. Кандидатскую диссертацию, выполненную под руководством академика В. И. Крылова, П. И. Монастырный защитил в 1964 г. в Институте физики и математики АН БССР, докторскую диссертацию на тему «Решение граничных задач для дифференциальных уравнений и систем методами инвариантного погружения и редукции к задачам Коши» защитил в 1988 г. в Вычислительном центре Сибирского отделения АН СССР, г. Новосибирск.
С 1964 по 1973 г. работал в должности старшего преподавателя, доцента кафедры вычислительной математики, заместителя декана математического факультета Белгосуниверситета. В 1973 г. на механико-математическом факультете была организована кафедра численных методов и программирования, которую П. И. Монастырный возглавил и успешно ею руководил до 2002 года, с 2002 года он — профессор этой кафедры.
П. И. Монастырный — лауреат Государственной премии Республики Беларусь в области науки и техники, соросовский профессор в области точных наук, член-корреспондент Международной славянской академии наук, образования, искусств и культуры, член Американского математического общества; под его научным руководством защищено 11 кандидатских диссертаций.

## Научная и педагогическая деятельность
Основные научные работы профессора П. И. Монастырного посвящены актуальным вопросам построения, обоснования и применения численных методов для решения линейных и нелинейных граничных задач для систем обыкновенных дифференциальных уравнений, дифференциальных уравнений в частных производных, сеточных уравнений математической физики и других родственных граничных задач; задач вычислительной линейной алгебры, важных в теоретическом и прикладном отношении.
В работах, выполненных П. И. Монастырным в 1970-88 г.г., по сути были заложены основы теории методов инвариантного погружения и редукции к задачам Коши для численного решения граничных задач в случае обыкновенных дифференциальных и дифференциальных уравнений и систем в частных производных. В продолженных П. И. Монастырным и его учениками после 1988 г. исследованиях по теории и приложениям методов численного решения сеточных уравнений получены новые, важные для теории и приложений вычислительной математики результаты: дано построение и обоснование методов множественной разностной пристрелки и инвариантного погружения для нелинейных сеточных граничных задач; даны глубокие, существенно улучшающие технологию вычислений обобщения марш-алгоритма для трехточечных векторных уравнений общего вида и попеременно-треугольного метода для эллиптических сеточных уравнений; развита теория метода С. К. Годунова и его обобщений в формах ортогональной прогонки для сеточных граничных задач общего вида с граничными условиями произвольных типов и теория методов унитарной разностной прогонки для трехточечных векторных уравнений, обладающих высокой степенью общности и универсальности; дано систематизированное решение проблемы построения гибридных методов для сеточных уравнений как в случае неоднородных сред и нестандартных областей, так и в случае, когда условия на входные данные задач являются существенно различающимися на подынтервалах индексов, составляющих индексную область определения сеточной задачи.
Научные результаты П. И. Монастырного определили новое перспективное направление в теории численных методов решения граничных задач для дифференциальных и сеточных уравнений. Практическое использование разработанных им методов решения задач математической физики, механики, физики плазмы, электродинамики, газовой динамики показало их высокую эффективность.

### Педагог
Фундаментальные знания, масштабность мышления, исключительный творческий потенциал позволил достичь П. И. Монастырному высоких результатов в научной и научно-педагогической сфере.
П. И. Монастырный ведет большую педагогическую работу, читает основные курсы, спецкурсы и спецсеминары по вычислительным методам линейной алгебры, прикладным итерационным методам, методам вычислительного эксперимента и математического моделирования, теории и применениям численных методов решения обыкновенных дифференциальных уравнений, уравнений математической физики и сеточных уравнений.
П. И. Монастырный читает лекции по основному курсу «Методы вычислений», ведет спецкурсы и спецсеминары: «Прикладные методы вычислительной математики», «Вычислительный эксперимент и математическое моделирование для задач физики и техники», «Численные методы решения дифференциальных и сеточных уравнений», руководит курсовыми и дипломными работами, магистрантами и аспирантами.
П. И. Монастырный принимает участие в работе Международных конгрессов математики, Всесоюзных и Республиканских конференциях по математике и вычислительной математике, является членом специализированных, ученых и научно-технических советов, членом Президиума Белорусского Профессорского Собрания.
За заслуги в развитии науки и подготовке кадров П. И. Монастырный награждён Почетной грамотой Президиума Верховного Совета Республики Беларусь нагрудным знаком «Отличник образования Республики Беларусь» и Почетной грамотой Министерства образования Республики Беларусь, почетными грамотами ректората БГУ.

## Награды
За заслуги в развитии науки и подготовке кадров высшей квалификации П. И. Монастыр- ный награждён Почетной грамотой Президиума Верховного Совета Республики Беларусь, Наг- рудным знаком «Выдатнік адукацыі Рэспублікі Беларусь» и Почетной грамотой Министерства образования Республики Беларусь, почетными грамотами ректората БГУ.

## Публикации
П. И. Монастырный является автором более 200 научных работ в области вычислительной математики, в том числе 11 монографий и учебников для студентов университетов, которые изданы в Беларуси и за рубежом. Особенно широкую известность и признание получили учебники по вычислительной математике: «Вычислительные методы высшей математики». Том 1. 1972, 584 с.; Том 2. 1975, 672 с. Минск, «Высшая школа» (авторы В. И. Крылов, В. В. Бобков, П. И. Монастырный); «Вычислительные методы», Том 1. 1976, 304 с.; Том 2. 1977, 400 с. Москва, «Наука» (авторы В. И. Крылов, В. В. Бобков, П. И. Монастырный), а также пятитомное издание этих же авторов под общим названием «Начала теории вычислительных методов», вышедшее из печати в 1982—1986 годах в издательстве «Наука и техника», г. Минск.

### Основные публикации
1.Ортогональная разностная прогонка для двухточечных сеточных уравнений общего вида с разделенными многоточечными граничными условиями.
Ю. А. Кремень, П. И. Монастырный Ж.
вычисл. матем. и матем. физ., 34:12 (1994), 1782—1792]
2.К теории метода унитарной разностной прогонки для трехточечных сеточных уравнений общего вида Ю. А. Кремень, П. И. Монастырный
Дифференц. уравнения, 28:7 (1992), 1243—1247
3.О связи изолированности решений со сходимостью методов пристрелки
П. И. Монастырный
Дифференц. уравнения, 16:4 (1980), 732—740
4.О сходимости метода интервальной пристрелки
П. И. Монастырный Ж. вычисл. матем. и матем. физ., 18:5 (1978), 1139—1145
5.Метод редукции специальной граничной задачи к задачам Коши
П. И. Монастырный, А. И. Азаров
Дифференц. уравнения, 12:7 (1976), 1316—1319
6.О методе прогонки для систем второго порядка
П. И. Монастырный Ж.
вычисл. матем. и матем. физ., 11:4 (1971), 925—933
7.О применении метода ортогональных преобразований к граничным задачам с неразделенными условиями для систем дифференциальных уравнений
П. И. Монастырный
Дифференц. уравнения, 4:6 (1968), 1140—1146
8.Приведение многоточечной задачи для системы дифференциальных уравнений к задачам Коши методом ортогональных преобразований
П. И. Монастырный Ж.
вычисл. матем. и матем. физ., 7:2 (1967), 284—295
9.Об одном аналоге метода А. А. Абрамова
П. И. Монастырный Ж.
вычисл. матем. и матем. физ., 5:2 (1965), 342—345]